# 2024년 고파 산사태

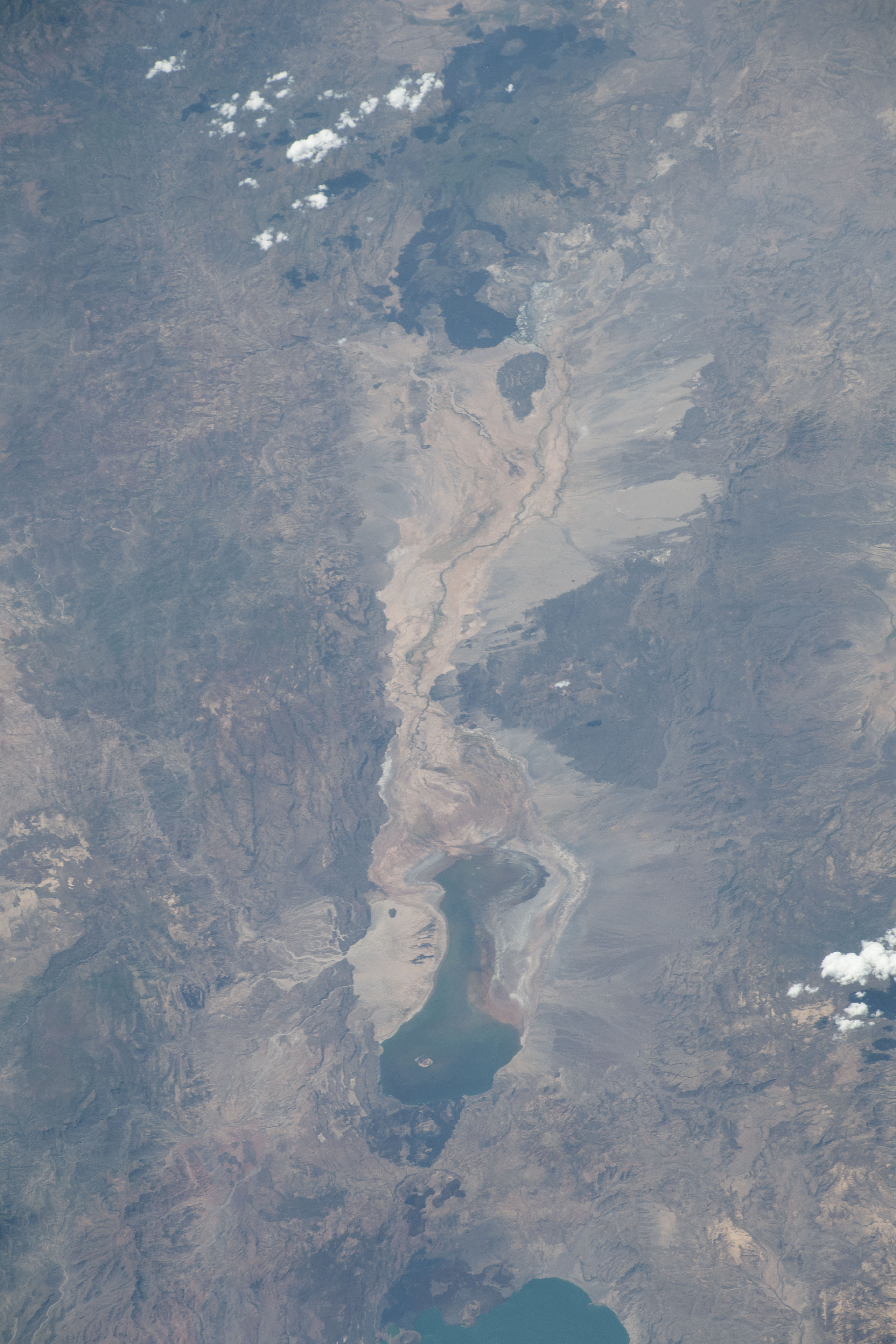
해당 지역 위성 사진(2018)

2024년 고파 산사태는 2024년 7월 21~22일, 남부에티오피아지역주에서 발생한 두 차례의 산사태이다. 산사태로 인해 두 마을이 매몰되어 최소 257명이 사망하고 12명이 부상을 입었다. 두 번째 산사태는 첫 번째 산사태로 인한 피해자들을 위한 구조 인력이 도착했을 때 발생했다. 에티오피아 역사상 가장 사망자가 많은 산사태로 기록되었다.

## 배경
고파는 남부에티오피아지역주에 위치해 있으며 수도 아디스아바바에서 약 450 km 떨어져 있다. 현지 주민들 증언에 따르면 산사태가 발생한 지역은 시골, 오지, 산간 지역이다. 이 지역의 토양은 불안정하다고 알려져 있으며, 산사태와 폭우로 인해 매년 인명 피해가 발생하고 있다. 2016년에는 에티오피아 남부 울라이타에 폭우로 인한 산사태로 41명이 사망했다. 2024년 5월에 같은 지역에서 산사태가 발생해 50명이 숨졌다.

## 사건
게제 고파의 켄초-샤카 지역에 내린 폭우로 인해 7월 21일 저녁에 첫 번째 산사태가 발생하여 4가구가 매몰되었다. 다음날 아침 10:00 EAT(07:00 UTC)경 생존자를 구출하기 위해 현장에 인력들이 도착했을 때 두 번째 산사태가 발생해 추가 사망자가 발생했다. 산사태로 인해 인근 마을 두 곳이 매몰되었다.
산사태로 인해 남성 148명, 여성 81명을 포함해 최소 257명이 사망했으며, 에티오피아에서 발생한 산사태 중 가장 치명적인 피해를 입힌 산사태로 기록되었다. 사망자 중에는 해당 지역의 시장도 있다. 유엔 인도주의 업무 조정국은 최종 집계된 사망자 수가 500명을 넘을 수 있다고 밝혔다.

## 여파
초기 구조대는 가족들이 피해자의 시신을 확인하고 수습하고 있으며, 신원이 확인되지 않은 유해는 현장에 묻혀 있다고 밝혔다. 한 자원봉사자는 《아디스 스탠다드》지와의 인터뷰에서 회수된 시신이 차후 장례식을 위해 텐트에 수거되었다고 말했다. 초기 구조인력의 장비 부족으로 인해 수색 활동이 방해를 받은 것으로 알려졌다. 유엔 인도주의 업무 조정국은 이번 재해로 최소 15,515명이 피해를 입었다고 밝혔으며, 계속되는 비로 인해 산사태가 발생한 가능성이 높은 지역에 사는 사람들에게는 긴급 대피가 필요하다고 덧붙였다.

## 반응
아비 아흐메드 총리는 소셜 미디어를 통해 애도를 표하며 긴급구조대를 배치했다고 밝혔으며,  7월 26일 산사태 현장을 방문했다. 에티오피아 연방의회는 7월 27일부터 29일까지 국가애도기간을 선포했다.
무사 파키 마하마트 아프리카 연합 집행위원장은 소셜미디어를 통해 실종자를 찾고 실향민을 지원하기 위한 노력이 진행 중이라고 지지를 전했다.
세계보건기구 테드로스 아드하놈 게브레예수스 사무총장은 피해를 입은 가족들에게 애도를 표하고 즉각적인 의료 지원을 위해 WHO 팀이 파견됐다고 밝혔다.
정부 간 개발 기관 사무총장 워크네 게베예후는 기후 변화의 지속적인 영향으로 인한 추가 재난을 예방하기 위해서 철저한 대비와 안전 규정 준수를 촉구했다.

## 같이 보기
- 2024년 엥가 산사태
- 2017년 코셰 산사태